# W.A.S.P. (álbum)
| Críticas profissionais | Críticas profissionais |
| Avaliações da crítica  | Avaliações da crítica  |
| Fonte                  | Avaliação              |
| ---------------------- | ---------------------- |
| allmusic               | link                   |

W.A.S.P. é o álbum de estréia da banda estadunidense de heavy metal W.A.S.P., lançado em 17 de agosto de 1984 pela gravadora Capitol Records.
O álbum é conhecido sob três nomes diferentes. No vinil tem Winged Assassins impresso nele. Nas versões em fita cassete tinha a primeira faixa do álbum, "I Wanna Be Somebody" impresso em negrito, como era comum para os álbuns com o nome da primeira faixa. O álbum é agora geralmente referido como W.A.S.P..
Em seu lançamento original, a faixa ícone "Animal (Fuck Like a Beast)" foi removida após oposições da gravadora. Foi lançado em um selo independente no Reino Unido como um single, e em seguida, recolocada na edição de 1997 do álbum. A canção "School Daze" é marcada por ser uma adaptação da canção da banda Alice Cooper, "School's Out". As canções são escritas e compostas por Blackie Lawless, exceto "Tormentor" por Lawless & Chris Holmes e "The Flame" por Lawless, Holmes e J. Marquez.

## Faixas
| N.º | Título                    | Duração |  |
| 1.  | "I Wanna Be Somebody"     | 3:42    |  |
| 2.  | "L.O.V.E. Machine"        | 3:51    |  |
| 3.  | "The Flame"               | 3:41    |  |
| 4.  | "B.A.D."                  | 3:56    |  |
| 5.  | "School Daze"             | 3:35    |  |
| 6.  | "Hellion"                 | 3:39    |  |
| 7.  | "Sleeping (In the Fire)"  | 3:55    |  |
| 8.  | "On Your Knees"           | 3:48    |  |
| 9.  | "Tormentor"               | 4:10    |  |
| 10. | "The Torture Never Stops" | 3:56    |  |

### Edição de 1997
| N.º | Título                                     | Duração |  |
| 1.  | "Animal (Fuck Like a Beast)"               | 3:06    |  |
| 2.  | "I Wanna Be Somebody"                      | 3:42    |  |
| 3.  | "L.O.V.E. Machine"                         | 3:51    |  |
| 4.  | "The Flame"                                | 3:41    |  |
| 5.  | "B.A.D."                                   | 3:56    |  |
| 6.  | "School Daze"                              | 3:35    |  |
| 7.  | "Hellion"                                  | 3:39    |  |
| 8.  | "Sleeping (In the Fire)"                   | 3:55    |  |
| 9.  | "On Your Knees"                            | 3:48    |  |
| 10. | "Tormentor"                                | 4:10    |  |
| 11. | "The Torture Never Stops"                  | 3:56    |  |
| 12. | "Show No Mercy"                            | 3:38    |  |
| 13. | "Paint It Black" (Cover de Rolling Stones) | 3:27    |  |

## Créditos

### W.A.S.P.
- Blackie Lawless - baixo, vocal principal
- Chris Holmes - guitarra
- Randy Piper - guitara, backing vocals
- Tony Richards - bateria, backing vocals

## Certificações
| País                  | Certificação | Data               | Vendas certificadas |
| --------------------- | ------------ | ------------------ | ------------------- |
| Estados Unidos - RIAA | Ouro         | 4 de Junho de 1998 | 500,000             |

## Posições nas paradas musicais
| Parada musical (1984)              | Melhor posição |
| ---------------------------------- | -------------- |
| Canadá - Canada RPM Top 100 Albums | 56             |
| Estados Unidos - Billboard 200     | 74             |
| Reino Unido - UK Albums Chart      | 51             |
| Suécia - Sverigetopplistan         | 15             |